# Amblyseius nugator
Amblyseius nugator är en spindeldjursart som beskrevs av Ahmad och Mohammad Nazeer Chaudhri 1989. Amblyseius nugator ingår i släktet Amblyseius och familjen Phytoseiidae. Inga underarter finns listade i Catalogue of Life.